# Суринамский доллар
Суринамский доллар (нидерл. Surinaamse dollar) — денежная единица Республики Суринам.
Суринамский доллар введён 1 января 2004 года вместо суринамского гульдена, 1 доллар = 1000 гульденов. Монеты в центах (цент = 1/100 гульдена) из обращения не изымались, были объявлены законным платёжным средством по номиналу (цент = 1/100 доллара).
В основном обороте находятся монеты достоинством 1, 5, 10, 25, 100 и 250 центов и банкноты номиналом 5, 10, 20, 50 и 100, 200 и 500 суринамских долларов 2004 и 2010 года выпуска.

## Банкноты
В 2004 году были выпущены первые банкноты номиналом 5, 10, 20, 50 и 100 долларов.
В 2010 году была произведена модификация этих банкнот. Изображения на банкнотах 2010 года идентичны изображениям на банкнотах 2004 года, только добавлены некоторые степени защиты (голограммы и др.)
В 2012 году была выпущена памятная банкнота номиналом 50 долларов, посвящённая 55-летию Центрального банка.
В 2024 году в обращение выпущены банкноты номиналом 200 и 500 долларов.
| Банкноты образца 2004—2012 годов | Банкноты образца 2004—2012 годов | Банкноты образца 2004—2012 годов | Банкноты образца 2004—2012 годов | Банкноты образца 2004—2012 годов | Банкноты образца 2004—2012 годов | Банкноты образца 2004—2012 годов                        | Банкноты образца 2004—2012 годов |
| Изображение                      | Изображение                      | Номинал (долларов)               | Размеры (мм)                     | Основные цвета                   | Описание                         | Описание                                                | Годы печати                      |
| Лицевая сторона                  | Оборотная сторона                | Номинал (долларов)               | Размеры (мм)                     | Основные цвета                   | Лицевая сторона                  | Оборотная сторона                                       | Годы печати                      |
| -------------------------------- | -------------------------------- | -------------------------------- | -------------------------------- | -------------------------------- | -------------------------------- | ------------------------------------------------------- | -------------------------------- |
|                                  |                                  | 5                                | 140×70                           | красный                          | Здание центрального банка        | Кокосовая пальма и пороги на Гран-Рио Сула              | 2004 2006 2009                   |
|                                  |                                  | 5                                | 140×70                           | красный                          | Здание центрального банка        | Кокосовая пальма и пороги на Гран-Рио Сула              | 2010 2012                        |
|                                  |                                  | 10                               | 140×70                           | салатовый                        | Здание центрального банка        | Желтый лапачо и река Суринам                            | 2004 2006 2009                   |
|                                  |                                  | 10                               | 140×70                           | салатовый                        | Здание центрального банка        | Желтый лапачо и река Суринам                            | 2010 2012                        |
|                                  |                                  | 20                               | 140×70                           | синий                            | Здание центрального банка        | Красный мангр и гора Волтз                              | 2004 2006 2009                   |
|                                  |                                  | 20                               | 140×70                           | синий                            | Здание центрального банка        | Красный мангр и гора Волтз                              | 2010 2012                        |
|                                  |                                  | 50                               | 140×70                           | жёлтый                           | Здание центрального банка        | Дерево капок и скала Каси Касима                        | 2004 2006 2009                   |
|                                  |                                  | 50                               | 140×70                           | жёлтый                           | Здание центрального банка        | Дерево капок и скала Каси Касима                        | 2010 2012 2016                   |
|                                  |                                  | 50                               | 140×70                           | жёлтый                           | Здание центрального банка        | Мужчина, выступающий с речью и заявление о миссии банка | 2012                             |
|                                  |                                  | 100                              | 140×70                           | коричневый                       | Здание центрального банка        | Кровавый лес и река Маровейне                           | 2004 2006                        |
|                                  |                                  | 100                              | 140×70                           | коричневый                       | Здание центрального банка        | Кровавый лес и река Маровейне                           | 2010 2012 2016                   |
|                                  |                                  | 200                              | 140×70                           | зелёный                          | Здание центрального банка        | Песчаное дерево и рыболовный траулер                    | 2024                             |
|                                  |                                  | 500                              | 140×70                           | фиолетовый                       | Здание центрального банка        | Пальма Мориче и комбайн для уборки риса                 | 2024                             |